# Jon Bon Jovi
Jon Bon Jovi, nome d'arte di John Francis Bongiovi Jr. (Perth Amboy, 2 marzo 1962), è un cantautore, musicista e attore statunitense, leader dei Bon Jovi, noto gruppo rock del New Jersey.
Jon Bon Jovi ha pubblicato due album solisti e sedici album in studio con il suo gruppo, che è tra i gruppi di maggior successo nella storia del rock, con ad oggi più di 130 milioni di album venduti in tutto il mondo.
Nel 1991 ha vinto il Golden Globe per la migliore canzone originale per il film Young Guns II - La leggenda di Billy the Kid. Dal 2009 fa parte della Songwriters Hall of Fame e dal 2018 della Rock and Roll Hall of Fame (in quest'ultima come membro dei Bon Jovi). Nel 2006, la rivista Hit Parader lo ha inserito al numero 31 nella lista dei 100 migliori cantanti hard rock e metal di tutti i tempi.

## Biografia

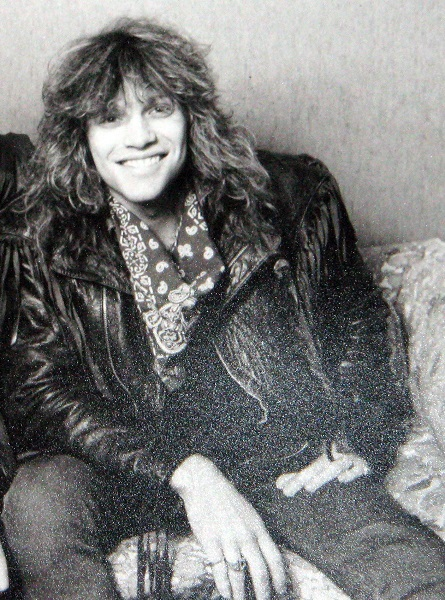
Jon Bon Jovi nel 1987

Jon Bon Jovi è nato a Perth Amboy (New Jersey) da padre statunitense di origini italiane (il bisnonno Giuseppe Bongiovi è nato a Sciacca, la bisnonna Lucia Arcuri a Cianciana, in provincia di Agrigento, in cui oggi vivono i parenti) e slovacche e da madre statunitense di origini tedesche e russe. La madre, Carol Sharkey, è stata una Playboy Bunny (una cameriera presso i Playboy Club con la famosa divisa), mentre suo padre, John Bongiovi, un barbiere. John Francis, primo di tre fratelli (gli altri due sono Anthony e Matt), fin da piccolo dimostrò un carattere forte e ribelle e un forte desiderio di mettersi in mostra; inoltre nessuno è mai riuscito a dissuaderlo dal tenere i capelli costantemente lunghi.

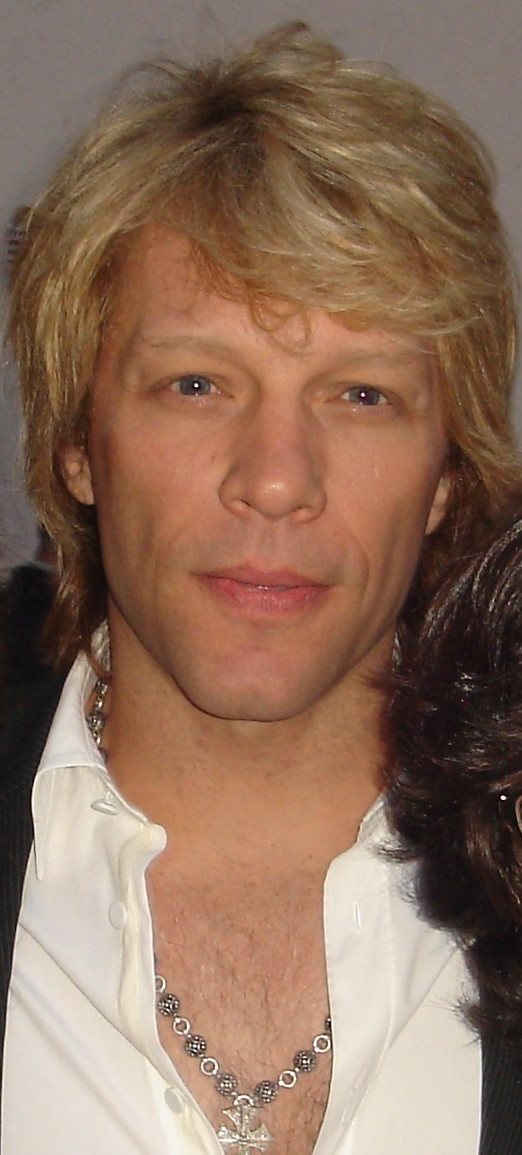
Jon Bon Jovi nel 2006

Ricevette la sua prima chitarra a sette anni, ma solo a dieci iniziò a suonarla con serietà, prendendo lezioni da un maestro del suo quartiere. Nel 1975 fondò la sua prima band, che si chiamava "Starz"; ma riuscì a tenere un solo concerto anche perché già esisteva una band molto più popolare con lo stesso nome. Jon cambiò allora il nome in "Raze", ma l'esperienza portò comunque a un fallimento.
In seguito, John partecipò a un provino per il film Footloose e fu scelto per il ruolo di protagonista dalla Paramount, che aveva intenzione di cambiare la sceneggiatura da ballerino a stella del rock. Qui John fece la sua prima vera scelta, rifiutando il ruolo: infatti affermò che non voleva nascere come attore con aspirazioni da rockstar, era la musica il suo mondo. Da quel momento iniziò a credere più concretamente a una carriera da cantante e, supportato dalla famiglia, specialmente dalla madre Carol, decise di scegliere uno pseudonimo più facile da pronunciare: nasce così Jon Bon Jovi, utilizzato per la prima volta quando firmò il contratto con la prima casa discografica. Oltre alla chitarra elettrica, suona l'armonica, il pianoforte e la chitarra acustica, anche se il suo ruolo principale è quello di cantante.
Ha frequentato la Sayreville War Memorial High School di Parlin, New Jersey, dove ha conosciuto David Bryan, attuale tastierista della band, e Dorothea Hurley (29 settembre 1962), la sua attuale moglie. La coppia si è sposata, in segreto, il 29 aprile 1989 alla Graceland Chapel a Las Vegas e ha avuto quattro figli: una femmina, Stephanie Rose (nata il 31 maggio 1993), e tre maschi, Jesse James Louis (nato il 19 febbraio 1995), Jacob Hurley (nato il 7 maggio 2002) e Romeo Jon (nato il 29 marzo 2004). Bon Jovi fu scritturato per alcuni film e fece diverse comparse in alcuni telefilm, tra i quali Sex and the City e Ally McBeal.
Oltre ai dischi con la band, Jon Bon Jovi ha registrato due album da solista: Blaze of Glory (1990) e Destination Anywhere (1997), oltre a un album non ufficiale, edito in Italia col nome John Bongiovi, intitolato The Power Station Years. L'album contiene 14 inediti registrati tra il 1980 e il 1983, remixati e rimasterizzati nel 1997. Finora, Jon, ha venduto più di centoquaranta milioni di copie con la band Bon Jovi.

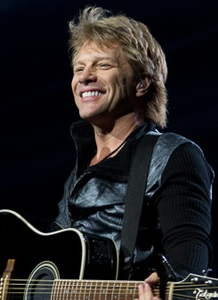
Jon Bon Jovi nel 2013

Nel 2004, con l'amico e chitarrista della band Richie Sambora, ha fondato una squadra di Arena Football, i Philadelphia Soul, vincitori del titolo AFL nel 2008. Bon Jovi è anche un grande fan dei New York Giants. Nel 2007 ha dichiarato che uno dei suoi più grandi rammarichi è stata l'occasione persa di conoscere il suo più grande idolo, Frank Sinatra. "Più volte mi si è presentata l'occasione, ma io ho sempre declinato per paura di dovermi confrontare con un artista di un livello così superiore", ha detto Bon Jovi. Il 13 ottobre 2007 ha condotto la puntata del Saturday Night Live e insieme alla band ha suonato nell'occasione Lost Highway e Who Says You Can't Go Home.
Il 18 gennaio 2009 Bon Jovi ha partecipato al concerto per l'insediamento del Presidente Obama cantando A Change is Gonna Come in duetto con Bettye LaVette. Sempre nel 2009 Jon Bon Jovi ha registrato, insieme al Washington D.C. Youth Choir, una nuova versione gospel della hit Keep The Faith, inserita nell'album Oh Happy Day: An All-Star Music Celebration. Il 3 maggio 2009 è entrato nella New Jersey Hall of Fame.
Il 19 dicembre 2011 è stato vittima di death hoax (Bufala della morte) cioè della notizia della sua morte che ha cominciato a venir ripresa da molteplici fonti online. Egli stesso ha smentito la notizia, commentando l'accaduto con la frase Heaven looks a lot like New Jersey ovvero Il paradiso assomiglia molto al New Jersey.
Nel 2024 è stato premiato con il MusiCares Person of the Year, in riconoscimento del suo lavoro filantropico nell'aiutare le persone bisognose. Al gala tributo, presentato dal comico Jim Gaffigan e tenutosi al Los Angeles Convention Center, il cantante ha eseguito con Bruce Springsteen le canzoni The Promised Land e Who Says You Can't Go Home. La cerimonia prevedeva anche esibizioni di altri artisti che hanno suonato canzoni di Bon Jovi tra i quali Sammy Hagar, Goo Goo Dolls, Melissa Etheridge e Shania Twain. Al gala erano invece presenti anche Paul McCartney, Kylie Minogue e i membri dei Bon Jovi.

## Stile

### Influenze musicali
Le sue maggiori influenze musicali sono Southside Johnny & the Asbury Jukes, Bruce Springsteen, Bob Dylan, Thin Lizzy, Alice Cooper e Aerosmith.
Secondo i critici, il suo stile riflette la moda del tempo con una chiara ispirazione ad altre band heavy metal; la personalità sonora è un ibrido coerente tra hard rock e heavy metal, con un ottimo senso della melodia. Nel corso della sua carriera Jon Bon Jovi ha suonato vari stili rock, dall'hard rock all'arena rock dal hair metal al pop rock e al soft rock. 

### Caratteristiche artistiche

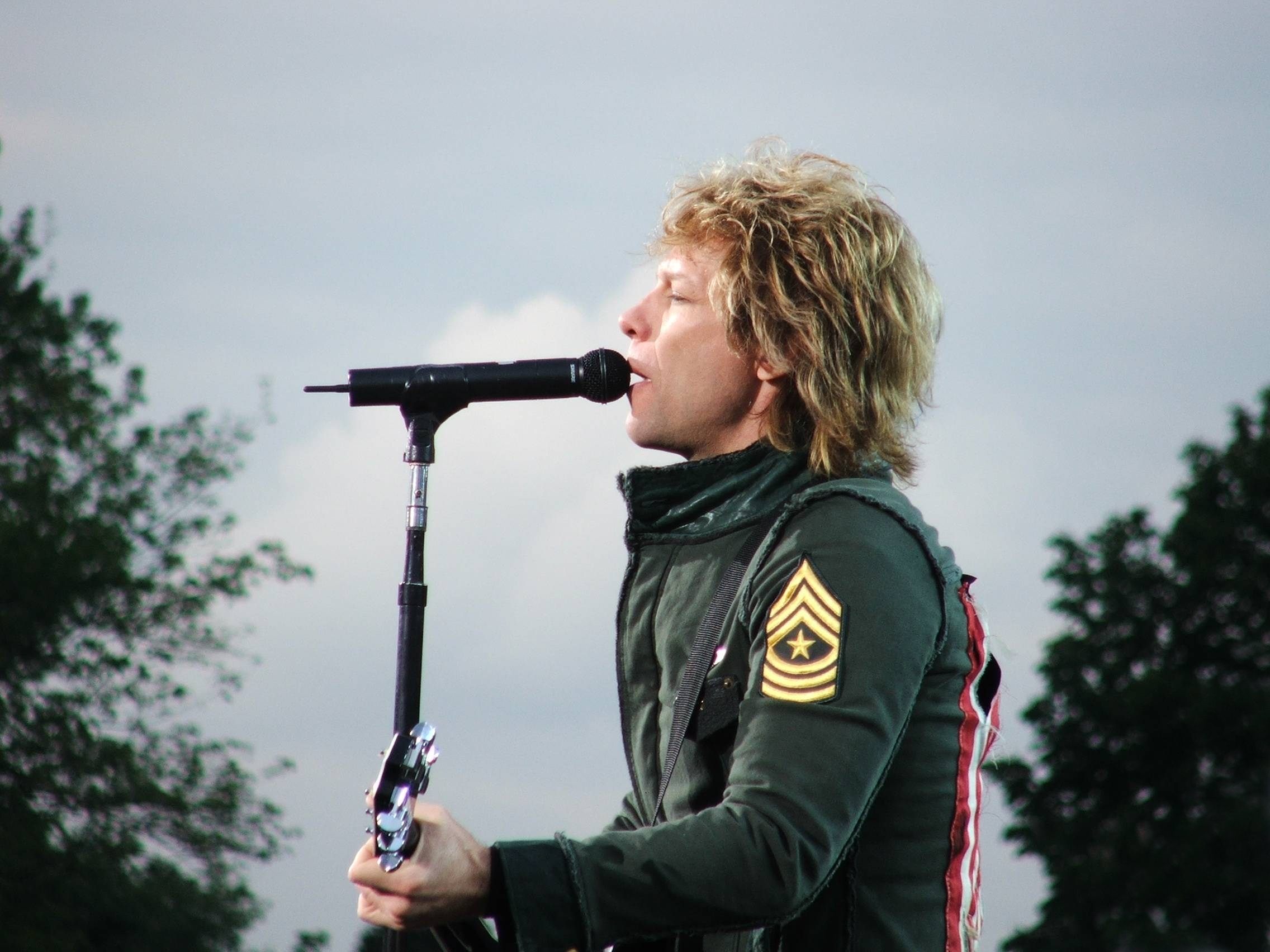
Jon Bon Jovi durante un concerto

#### Profilo vocale
È una delle voci più riconoscibili del rock. È noto per la sua esecuzione potente ed energica, nonché per la sua vasta portata e controllo. Una delle cose che rendono lo stile vocale di Jon Bon Jovi così particolare è il suo uso di un mix di registri vocali. Passa spesso dalla voce di petto in modo molto aggressivo al falsetto o alla voce di testa, creando un suono unico e potente. Alcuni brani che mettono in risalto il suo stile vocale sono : 
- Livin' on a Prayer presenta la sua caratteristica voce potente e ad alta energia;
- Wanted Dead or Alive mostra l'estensione vocale e il controllo;
- Bed of Roses in questa ballata Jon Bon Jovi mostra di sostenere note lunghe e potenti.

### Esibizioni dal vivo
Jon Bon Jovi è spesso ricordato per sue le performance live, insieme alla sua band e l'energia che mette in ogni singola esibizione per renderla migliore possibile.

## Altre attività
Negli anni 1990, Jon Bon Jovi ha iniziato la carriera di attore, recitando nei film Moonlight & Valentino, The Leading Man, Little City, Homegrown - I piantasoldi, Un sogno per domani, U-571 e Nickname: Enigmista e apparendo in televisione in spettacoli come Sex and the City, 30 Rock, Ally McBeal e The West Wing.
Jon Bon Jovi è il fondatore ed ex proprietario principale della squadra di Arena Football League, i Philadelphia Soul.

## Impegno sociale e politico

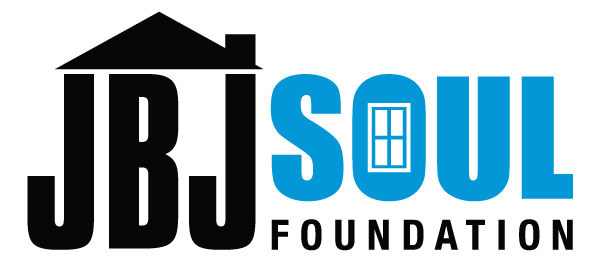
Jon Bon Jovi Soul Foundation

Jon Bon Jovi e sua moglie Dorothea Hurley sono una coppia molto impegnata nella solidarietà e nell'aiuto ai bisognosi. Insieme hanno creato Soul Kitchen, un ristorante nel New Jersey. La particolarità di questo spazio è che non è obbligatorio pagare. Chi non può pagare può contribuire in altri modi; ad esempio, eseguire un'attività. Questa iniziativa fa parte di una serie di progetti che comprendono, tra gli altri, la costruzione di case per persone bisognose e di un centro per madri adolescenti e i loro figli..
Jon Bon Jovi ha lavorato per conto di molte organizzazioni e istituzioni. Ha lavorato con Special Olympics, Croce Rossa Americana, Elizabeth Glaser Pediatric AIDS Foundation, Habitat for Humanity , Covenant House, Project HOME e Jon Bon Jovi Soul Foundation, tra gli altri.È stato nominato primo ambasciatore fondatore del programma Habitat for Humanity Ambassador, parte degli sforzi di sensibilizzazione e sensibilizzazione dell'organizzazione non a scopo di lucro. Il cantante è coinvolto in questa organizzazione no-profit dal 2005; inizialmente fornendo fondi che furono utilizzati per costruire sei case a Filadelfia. Il 21 settembre 2005 ha donato un milione di dollari ad Oprah Winfrey, conduttrice di un famoso talk-show negli Stati Uniti, per la sua fondazione di beneficenza Angel Network. È la più alta cifra che una celebrità abbia mai donato a Winfrey. 
Nel 2006 viene fondata la Jon Bon Jovi Soul Foundation (ex Philadelphia Soul Charitable Foundation) ed esiste per aiutare le famiglie senzatetto e a basso reddito. Attraverso i finanziamenti e la creazione di programmi e partenariati, questa organizzazione sostiene gli sforzi innovativi della comunità per spezzare il ciclo della povertà e dei senzatetto. Nel 2012 ha donato 1 milione di dollari per la ricostruzione dopo che l'uragano Sandy ha colpito gli Stati Uniti.

### Attivismo politico

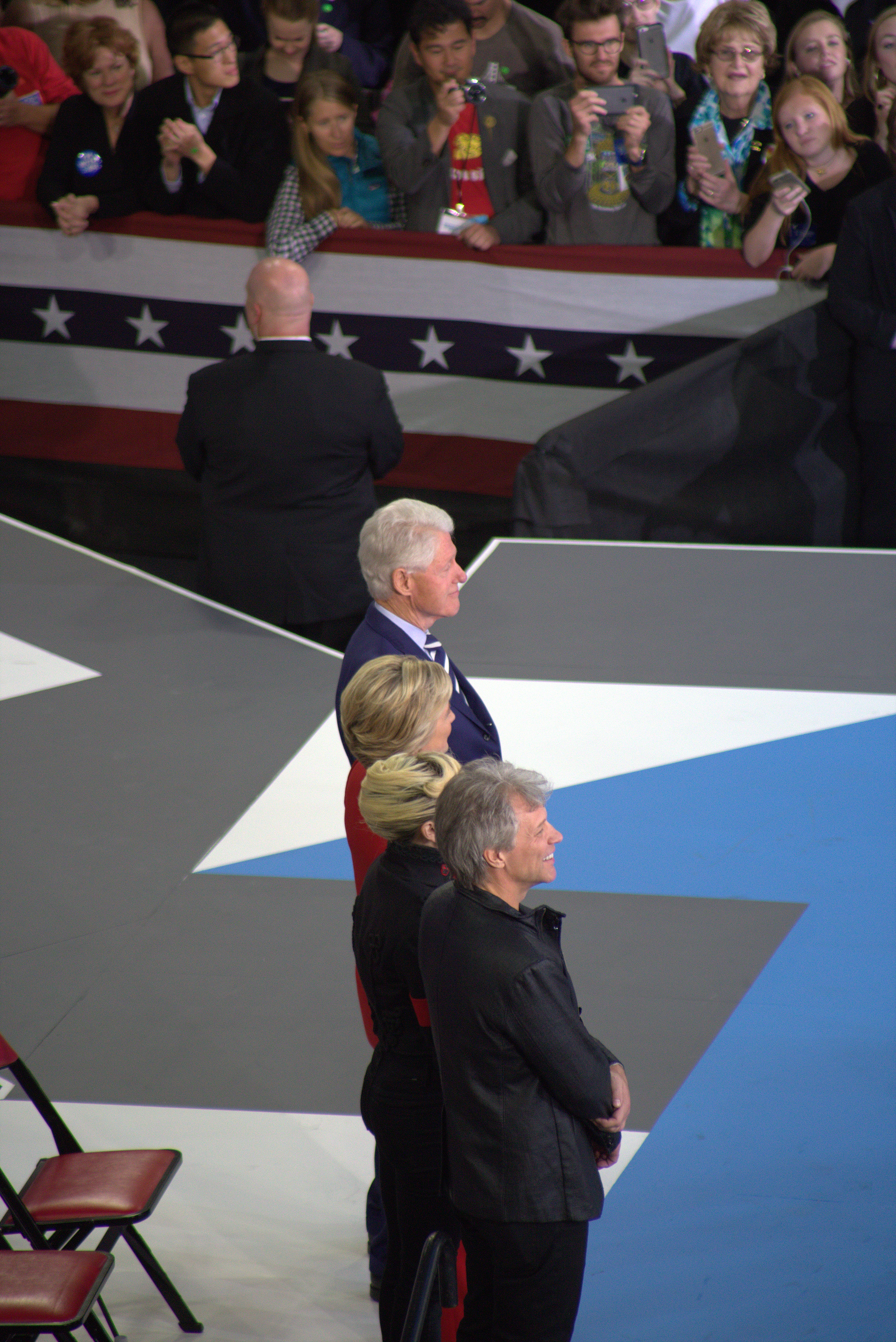
Jon Bon Jovi al Raduno di mezzanotte di Hillary Clinton nel 2016

Jon Bon Jovi si presenta come privo di affinità politica, ma ha sostenuto ed è stato in tournée con molti politici democratici. Nel 2004 fece una campagna per il candidato John Kerry, facendo varie apparizioni e in particolare suonando in set acustici (con Richie Sambora). Bon Jovi si è esibito anche come parte del concerto Live Earth al Meadowlands nel 2007, alla presenza dell'ex vicepresidente Al Gore.
Nel 2008 Jon Bon Jovi ha sostenuto Barack Obama come presidente, organizzando un'esclusiva cena privata a casa sua come raccolta fondi per la campagna. Ha anche partecipato a una raccolta fondi a Manhattan nel 2009, per l'ex Segretario di Stato e candidata presidenziale democratica del 2016 Hillary Clinton, per ridurre parte del suo debito elettorale del 2008, pari a 6,3 milioni di dollari. il 18 gennaio 2009, Bon Jovi duetta con Hillary Clinton al concerto di inaugurazione di Obama sulla canzone di Sam Cooke "A Change is Gonna Come". Il 4 giugno 2009, Bon Jovi esegue uno spettacolo acustico per il governatore democratico Jon Corzine al New Jersey Performing Arts Center.
Il 15 dicembre 2010 Bon Jovi viene nominato da Barack Obama consigliere per le soluzioni comunitarie alla Casa Bianca. Gli sforzi di Bon Jovi con la sua fondazione hanno portato a partenariati pubblico-privato e a più di 260 unità abitative a prezzi accessibili per individui e famiglie a basso reddito. Oltre a fornire consulenza al Presidente su come soddisfare le esigenze specifiche della comunità, il Community Solutions Council della Casa Bianca è responsabile di tre funzioni chiave: reclutare leader nei settori non profit, privato e filantropico per compiere progressi sugli obiettivi politici chiave; fornire feedback e raccomandazioni strategici per aiutare il governo federale a promuovere una maggiore innovazione e collaborazione intersettoriale; onorare e mettere in risalto coloro che hanno un impatto significativo nelle rispettive comunità.
Nel 2017 Bon Jovi ha raccolto fondi per Jim Renacci, un rappresentante repubblicano conservatore del 16º distretto congressuale dell'Jim Renacci e poi candidato a governatore dell'Ohio. Nel 2021 si è esibito alla cerimonia d'insediamento del neoeletto Presidente degli Stati Uniti Joe Biden. L'11 ottobre 2024 è stato rilasciato il video musicale ufficiale di The People's House con il duo The War and Treaty, accompagnato da una dichiarazione di Jon Bon Jovi a sostegno di Kamala Harris nelle elezioni presidenziali negli Stati Uniti d'America del 2024.

### Rapporti con altri musicisti
È stato Jon Bon Jovi a segnalare i Cinderella alla casa discografica PolyGram, dopo esser rimasto colpito da una performance della band in un locale di Filadelfia nel 1985. I Cinderella diventeranno una delle rock band di maggior successo della seconda metà degli anni '80 e venderanno oltre 18 milioni di dischi in tutto il mondo. Jon appare anche insieme a Richie Sambora nel video Somebody Save Me dei Cinderella stessi.
Jon Bon Jovi fu inoltre decisivo nel lanciare la carriera degli Skid Row del suo amico Dave Sabo (chitarrista nella primissima formazione dei Bon Jovi). Tuttavia, il rapporto con il gruppo terminò in malo modo dopo una piccola rissa con Sebastian Bach.

## Vita privata

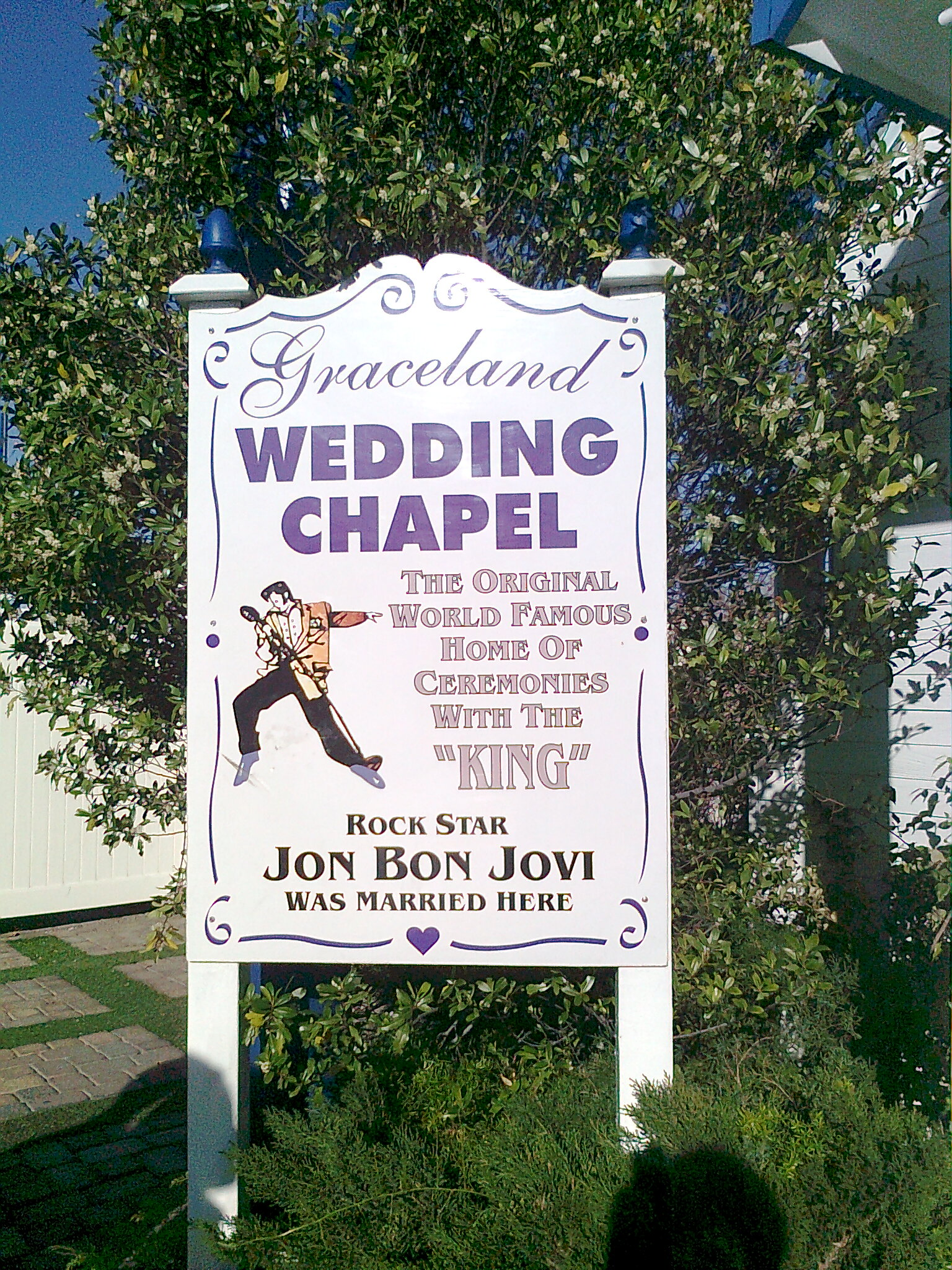
Graceland Wedding Chapel, dove Jon Bon Jovi sposò Dorothea Hurley.

Nel 1989, durante una tappa del New Jersey Tour, Jon andò segretamente a Las Vegas per sposare la sua fidanzata storica, Dorothea Hurley, nella Graceland Wedding Chapel. I due hanno avuto quattro figli.
Nel 2004, diventa fondatore e proprietario principale della squadra di Arena Football League, i Philadelphia Soul. È apparso inoltre in diversi spot pubblicitari per la League, con John Elway, famoso quarterback per i Denver Broncos.
Nel 2018, il cantante ha intrapreso la produzione di un vino biodinamico rosato, in compagnia del figlio Jesse e di Gérard Bertrand, è commercializzato negli Stati Uniti con il nome Diving into Hampton Water.
Nel 2021 ha ricevuto una laurea ad honorem dall'Università di Princeton.
il 7 febbraio 2024, in un'intervista rilasciata al Pollstar Live, Jon Bon Jovi ha fatto sapere che nel giugno 2022 si è sottoposto a un intervento di chirurgia ricostruttiva di medializzazione, perché aveva una corda vocale atrofizzata.
Nel giugno 2024 ha inaugurato a Nashville il JBJ’s Nashville, un bar e ristorante, con palchi e sale per musica dal vivo.
L'11 settembre 2024, Jon Bon Jovi stava camminando sul ponte John Seigenthaler a Nashville, mentre era impegnato a girare un video musicale per la sua canzone The People's House dell'album Forever, ha notato una donna che stava per gettarsi dal ponte, insieme alla sua assistente sono riusciti a convincerla a tornare al sicuro, evitando di cadere nel fiume Cumberland.

## Discografia

### Solista
- 1990 - Blaze of Glory
- 1997 - Destination Anywhere

### Con i Bon Jovi
- 1984 - Bon Jovi
- 1985 - 7800° Fahrenheit
- 1986 - Slippery When Wet
- 1988 - New Jersey
- 1992 - Keep the Faith
- 1995 - These Days
- 2000 - Crush
- 2002 - Bounce
- 2005 - Have a Nice Day
- 2007 - Lost Highway
- 2009 - The Circle
- 2013 - What About Now
- 2015 - Burning Bridges
- 2016 - This House Is Not for Sale
- 2020 - 2020
- 2024 - Forever

### Partecipazioni
- 1987 - Cher - Cher
- 1989 - Alice Cooper - Trash
- 1990 - Ratt - Detonator
- 1991 - Aldo Nova - Blood on the Bricks

### Raccolte
- 2001 - The Power Station Years: The Unreleased Recordings (1980-1984)

## Filmografia

### Colonne sonore
Contiene brani da solista e con i Bon Jovi:
- La luce del giorno 1985 (canzone "Only Lonely")
- Balle spaziali 1987 (canzone "Raise Your Hands")
- Disorderlies 1997 (canzone "Edge of a Broken Heart")
- Navy SEALs 1990 (canzone "Boys are Back in Town")
- Young Guns II 1990 (OST di Jon Bon Jovi, brani "Blaze of Glory", "Miracle", "Santa Fe", "Dyin' Ain't Much Of")
- The Cowboy Way 1994 (canzone "Good Guys Don't Always Wear White")
- Armageddon 1998 (canzone "Mister Big Time")
- EdTV 1999 (canzone "Real Life")
- Rock Star (film) 2001 (canzone "Livin' on a Prayer")
- Jay & Silent Bob... Fermate Hollywood! 2001 (canzone "Bad Medicine")
- America the Beautiful 2001 (TV) (canzone "America the Beautiful")
- Angelo vendicatore 2010
- Scooby-Doo 2 - Mostri scatenati 2004 (canzone "Wanted Dead or Alive")
- Svalvolati on the road 2004 (V) (canzone "Lost Highway", "Wanted Dead or Alive")
- "Deadly Fishing" di Discovery Channel 2001-2003 (TV) (canzone "Wanted Dead or Alive")
- Rock of Ages 2012 (canzone "Wanted Dead or Alive")

### Cinema
- Young Guns II - La leggenda di Billy the Kid (Young Guns II), regia di Geoff Murphy (1990)
- Moonlight & Valentino (Moonlight and Valentino), regia di David Anspaugh (1995)
- The Leading Man, regia di John Duigan (1996)
- No Looking Back, regia di Edward Burns (1998)
- Homegrown - I piantasoldi (Homegrown), regia di Stephen Gyllenhaal (1998)
- U-571, regia di Jonathan Mostow (2000)
- Un sogno per domani (Pay It Forward), regia di Mimi Leder (2000)
- Il cacciatore delle tenebre (Vampires: Los Muertos), regia di Tommy Lee Wallace (2002)
- Nickname: Enigmista (Cry Wolf), regia di Jeff Wadlow (2005)
- Capodanno a New York (New Year's Eve), regia di Garry Marshall (2011)

### Televisione
- Sex and the City - serie TV, episodio 2x13 (1999)
- Ally McBeal - serie TV, 10 episodi (2002)
- West Wing - Tutti gli uomini del Presidente (The West Wing) - serie TV, episodio 7x15 (2006)
- 30 Rock - serie TV, episodio 4x13 (2010)

## Doppiatori italiani
Nelle versioni in italiano dei suoi film, Bon Jovi è stato doppiato da:
- Christian Iansante in Sex and the City, U-571, Un sogno per domani
- Roberto Certomà in The Leading Man
- Claudio Colombo in Ally McBeal
- Vittorio De Angelis in Nickname: Enigmista
- Massimo De Ambrosis in Il cacciatore delle tenebre
- Francesco Prando in 30 Rock
- Fabio Boccanera in Capodanno a New York

## Premi
- 1990: Golden Globe: Miglior Canzone, Blaze of Glory (dalla colonna sonora di Young Guns II)
- 1997: MTV Europe Music Awards: Best Male, Destination Anywhere
- 1998: BRIT Award: Artista solista maschile internazionale
- 2001: Humanitarian of the Year dal The Food Bank of Monmouth & Ocean Counties per il suo lavoro a favore della gente del New Jersey
- 2001: Honorary Doctorate in Humanities Laurea della Monmouth University del New Jersey, per il suo successo come artista e per la sua attività umanitaria
- 2010: ottiene insieme alla sua band il premio GLOBAL ICON AWARDS agli EMA di Madrid

## Riconoscimenti
- Songwriters Hall of Fame (2009) (assieme a Richie Sambora)
- New Jersey Hall of Fame (2009)
- Rock and Roll Hall of Fame (2018)
- MusiCares Person of the Year (2024)